# Epirrhoe echigoensis
Epirrhoe echigoensis är en fjärilsart som beskrevs av Inoue 1982. Epirrhoe echigoensis ingår i släktet Epirrhoe och familjen mätare. Inga underarter finns listade i Catalogue of Life.